# Rozpoznanie (medycyna)

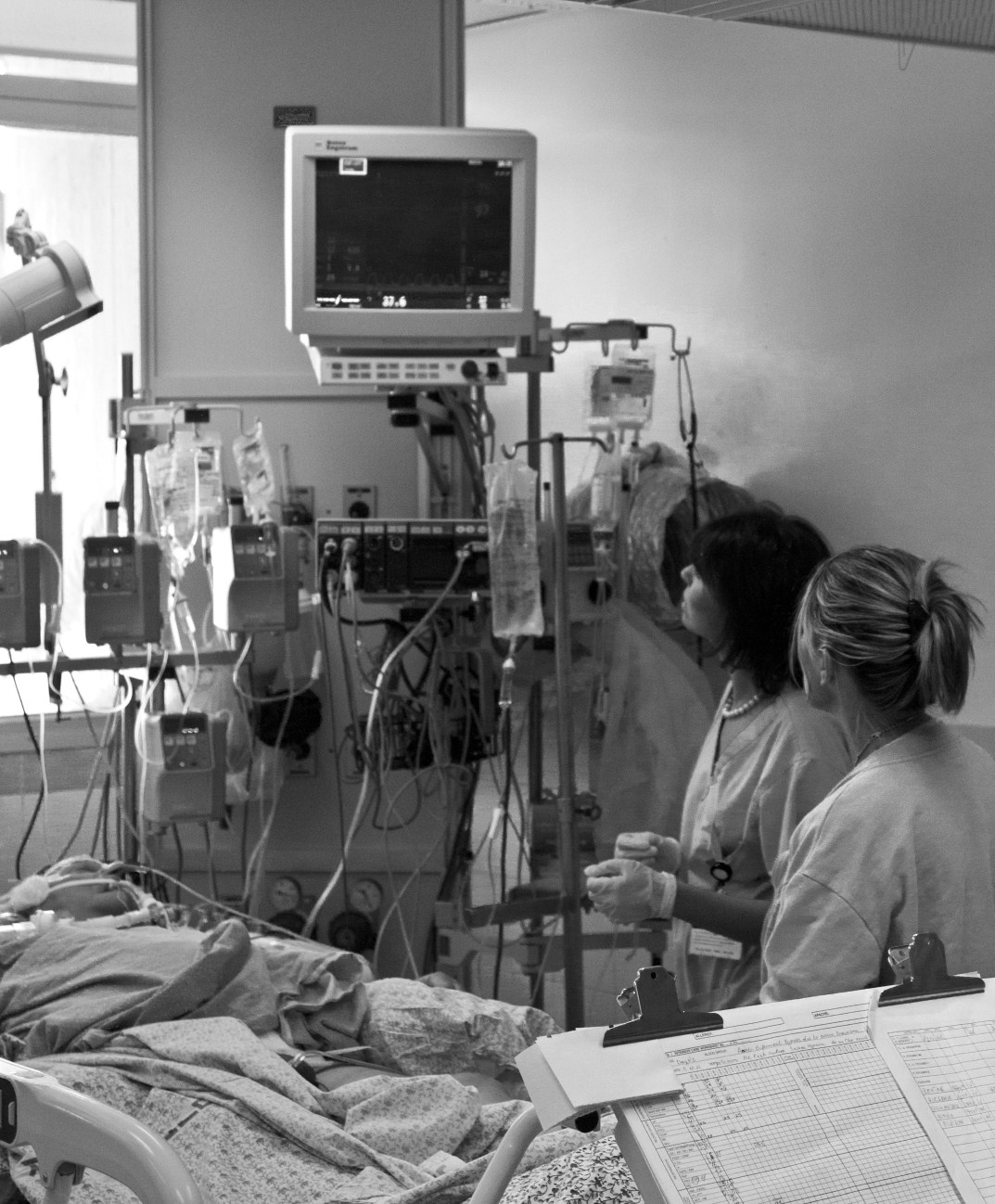

Rozpoznanie, diagnoza (gr. διάγνωσις „rozpoznanie”), rozpoznanie kliniczne – identyfikacja choroby lub zespołu chorobowego, na które cierpi pacjent, wniosek wynikający z dokonanej przez lekarza krytycznej oceny objawów subiektywnych, stwierdzonych w badaniu podmiotowym i obiektywnych, stwierdzonych w badaniu przedmiotowym oraz na podstawie wyników badań laboratoryjnych i obrazowych (dawniej nazywanych badaniami dodatkowymi), łącznie z przypisaniem zespołowi tych objawów właściwej nazwy. 
Tradycyjnie wyróżniano tzw. rozpoznanie przy łóżku chorego, dokonane wyłącznie na podstawie badania podmiotowego i przedmiotowego, bez użycia badań dodatkowych. 
Rozpoznanie jest wynikiem tzw. procesu diagnostycznego, którego celem jest nie tylko identyfikacja określonej jednostki chorobowej (diagnoza nozologiczna), lecz pełna diagnoza medyczna stanu chorego, obejmująca także określenie przyczyny zaburzeń, ich stopnia nasilenia, zaawansowania lub fazy procesu chorobowego oraz przewidywanych następstw. 
Proces diagnostyczny składa się z fazy zbierania informacji oraz fazy ich oceny i analizy wiarygodności i przydatności. 
Prawidłowe rozpoznanie umożliwia wypowiedzenie się lekarza co do rokowania i zastosowanie odpowiedniego leczenia.